# Palata Vukasović Kolović
Palata Vukasović Kolović je palata u Perastu. Palata je peraškog bratstva kazade Vukasović i porodice Kolović, afilirane kazadama. Stilski pripada baroku.

## Lokacija
Nalazi se u središnjem istočnom dijelu Perasta, u predjelu zvanom Luka, u četvrtom redu zgrada od obale. Prema moru se ulicom dođe do stare palate Balović (č.z.231)  i palate Visković. Prema jugoistoku je palata Mrsha.
Palata danas služi kao stambeni objekat.